# Jezioro Wielochowskie
Jezioro Wielochowskie – jezioro w woj. warmińsko-mazurskim, w pow. lidzbarskim, w gminie Lidzbark Warmiński, leżące na terenie Niziny Sępopolskiej.

## Dane morfometryczne
Powierzchnia zwierciadła wody według różnych źródeł wynosi od 54,9 ha przez 56,8 ha do 57,5 ha.
Zwierciadło wody położone jest na wysokości 74,7 m n.p.m. lub m n.p.m. Średnia głębokość jeziora wynosi 6,5 m, natomiast głębokość maksymalna 12,5 m lub 13,2 m.

## Przyroda
W jeziorze występują rozmaite gatunki ryb, między innymi: amur, szczupak, lin, płoć, ukleja, wzdręga oraz sum.